# Briefmarken-Jahrgang 2000 der Bundesrepublik Deutschland
Der Briefmarken-Jahrgang 2000 der Bundesrepublik Deutschland wurde vom Bundesministerium der Finanzen ausgegeben. Die Deutsche Post AG war für den Vertrieb und Verkauf zuständig. Der Jahrgang umfasste 61 einzelne Sondermarken, zwei Blockausgaben, zwei selbstklebende Marken aus Markenheftchen und drei Dauermarken der Serie Sehenswürdigkeiten sowie zwei der Frauen der deutschen Geschichte.
Erstmals wurde am 12. Mai des Jahres im Zuge der zum 1. Januar 2002 bevorstehenden Euroeinführung mit der Europamarke eine Briefmarke mit Doppelwährung Pfennig und Euro ausgegeben. Diese Briefmarke ist allerdings nur für Versendungen aus Deutschland gültig. Es besteht keine Möglichkeit mit einer deutschen Eurobriefmarke einen Brief aus dem Europäischen Ausland zu verschicken.
Alle nur in Pfennig ausgegebenen Briefmarken waren ursprünglich unbeschränkt frankaturgültig. Durch die Einführung des Euro als europäische Gemeinschaftswährung zum 1. Januar 2002 wurde diese Regelung hinfällig.
Die Briefmarken ohne Doppelwährung dieses Jahrganges konnten allerdings bis zum 30. Juni 2002 aufgebraucht werden. Ein Umtausch war noch bis zum 30. September in den Filialen der Deutschen Post möglich, danach bis zum 30. Juni 2003 zentral in der Niederlassung Philatelie der Deutsche Post AG in Frankfurt.

## Liste der Ausgaben und Motive
Legende
- Bild: Eine bearbeitete Abbildung der genannten Marke. Das Verhältnis der Größe der Briefmarken zueinander ist in diesem Artikel annähernd maßstabsgerecht dargestellt. Sollten keine Marken abgebildet sein, liegt es daran, dass das Urheberrecht des Künstlers noch nicht erloschen ist.
- Beschreibung: Eine Kurzbeschreibung des Motivs und/oder des Ausgabegrundes. Bei ausgegebenen Serien oder Blocks werden die zusammengehörigen Beschreibungen mit einer Markierung versehen eingerückt.
- Wert: Der Frankaturwert der einzelnen Marke in Pfennig. Ein „+“ bedeutet, dass es sich um eine Zuschlagsmarke handelt (= Frankaturwert + Spende).
- Ausgabedatum: Das Datum des erstmaligen Verkaufs dieser Briefmarke.
- Auflage: Soweit bekannt, wird hier die zum Verkauf angebotene Anzahl dieser Ausgabe angegeben.
- Entwurf: Soweit bekannt, wird hier angegeben, von wem der Entwurf dieser Marke stammt.
- Mi.-Nr.: Diese Briefmarke wird im Michel-Katalog unter der entsprechenden Nummer gelistet.

| Sondermarken | |                       |                       |               |                               |               |
| Bild         | Beschreibung                                                                                             | Werte in Pfennig/Euro | Ausgabe- datum (2000) | Auflage       | Entwurf                       | Mi.-Nr.       |
|              | Heiliges Jahr „Anno Domini 2000“                                                                         | 110                   | 13. Januar            | 30.000.000    | Gerd Aretz, Oliver Aretz      | 2087          |
|              | 1200 Jahre Aachener Dom                                                                                  | 110                   | 13. Januar            | 30.000.000    | Peter Nitzsche                | 2088          |
|              | Weltausstellung EXPO 2000, Hannover                                                                      | 100                   | 13. Januar            | 60.000.000    | Hans Günter Schmitz           | 2089          |
|              | 125. Geburtstag Albert Schweitzer                                                                        | 110                   | 13. Januar            | 25.000.000    | Hans Günter Schmitz           | 2090          |
|              | 100 Jahre Deutscher Fußball-Bund                                                                         | 110                   | 13. Januar            | 30.000.000    | Hans Günter Schmitz           | 2091          |
|              | 10. Todestag Herbert Wehner                                                                              | 110                   | 13. Januar            | 23.000.000    | Gerd Aretz, Oliver Aretz      | 2092          |
|              | Keine Gewalt gegen Frauen                                                                                | 110                   | 13. Januar            | 25.300.000    | Irmgard Hesse                 | 2093          |
|              | Serie: Für den Sport – Sport und Frieden - Fair Play                                                     | 100+50                | 17. Februar           | 2.370.000     | Lutz Menze                    | 2094          |
|              | - Schönheit                                                                                              | 110+50                | 17. Februar           | 2.200.000     | Lutz Menze                    | 2095          |
|              | - Wettkampf                                                                                              | 110+50                | 17. Februar           | 2.200.000     | Lutz Menze                    | 2096          |
|              | - Kultur der Begegnung                                                                                   | 300+100               | 17. Februar           | 2.200.000     | Lutz Menze                    | 2097          |
|              | 600. Geburtstag von Johannes Gutenberg                                                                   | 110                   | 17. Februar           | 25.000.000    | Peter Steiner, Regina Steiner | 2098          |
|              | 175 Jahre Düsseldorfer Karneval                                                                          | 110                   | 17. Februar           | 31.100.000    | Ernst Kößlinger               | 2099          |
|              | 100. Geburtstag von Kurt Weill                                                                           | 300                   | 17. Februar           | 25.000.000    | Fritz Haase, Sibylle Haase    | 2100          |
|              | 75. Todestag von Friedrich Ebert                                                                         | 110                   | 17. Februar           | 23.000.000    | Hans Günter Schmitz           | 2101          |
|              | 50. Internationale Filmfestspiele Berlin                                                                 | 100                   | 17. Februar           | 51.000.000    | Hans Günter Schmitz           | 2102          |
|              | Serie: Bilder aus Deutschland - Passau                                                                   | 110                   | 16. März              | 25.000.000    | Heinz Schillinger             | 2103          |
|              | Serie: Landesparlamente in Deutschland - Niedersächsischer Landtag, Hannover                             | 110                   | 16. März              | 25.000.000    | Gerd Aretz, Oliver Aretz      | 2104          |
|              | Briefmarkenblock – Deutsche National- und Naturparke - Nationalpark Hainich                              | 110                   | 16. März              | 8.000.000     | Joachim Rieß                  | Block 52 2105 |
|              | Serie: Post!                                                                                             | 110                   | 16. März              | 25.000.000    | Peter Steiner, Regina Steiner | 2106          |
|              | Serie: Kulturstiftung der Länder - Die Vertreibung aus dem Paradies, Elfenbeinskulptur von Leonhard Kern | 110                   | 13. April             | 19.000.000    | Fritz Lüdtke                  | 2107          |
|              | - Kasseler Tischbrunnen, Skulptur von Melchior Gelb                                                      | 220                   | 13. April             | 19.000.000    | Fritz Lüdtke                  | 2108          |
|              | Brücken: Blaues Wunder in Dresden                                                                        | 100                   | 13. April             | 100.000.000   | Hilmar Zill                   | 2109          |
|              | Serie: Landesparlamente in Deutschland - Landtag Nordrhein-Westfalen, Düsseldorf                         | 110                   | 13. April             | 25.000.000    | Gerd Aretz, Oliver Aretz      | 2110          |
|              | 750 Jahre Greifswald                                                                                     | 110                   | 13. April             | 19.000.000    | Peter Steiner, Regina Steiner | 2111          |
|              | Weltausstellung EXPO 2000, Hannover selbstklebend aus Markenheftchen                                     | 110                   | 13. April             | 51.534.000    | Joachim Rieß                  | 2112 MH 40    |
|              | Europamarke: EUROPA 2000                                                                                 | 110 0,56 €            | 12. Mai               | 63.100.000    | Jean-Paul Cousin              | 2113          |
|              | Europamarke: EUROPA 2000 selbstklebend aus Markenheftchen                                                | 110 0,56 €            | 12. Mai               | 128.289.000   | Jean-Paul Cousin              | 2114 MH 41    |
|              | 300. Geburtstag von Nikolaus Ludwig von Zinzendorf                                                       | 110                   | 12. Mai               | 19.000.000    | Peter Nitzsche                | 2115          |
|              | Serie: Für den Umweltschutz - Der Boden lebt                                                             | 110+50                | 12. Mai               | 2.210.000     | Peter Steiner, Regina Steiner | 2116          |
|              | Serie: Für die Jugend – EXPO 2000 – Treffpunkt der Jugend der Welt - Jugendfestival                      | 100+50                | 8. Juni               | 2.110.000     | Alex Choiniere                | 2117          |
|              | - Rucksacktourismus                                                                                      | 100+50                | 8. Juni               | 2.100.000     | Julia Henning                 | 2118          |
|              | - Afrika                                                                                                 | 110+50                | 8. Juni               | 2.100.000     | Marcus Koopmann               | 2119          |
|              | - Auge des Buddha                                                                                        | 110+50                | 8. Juni               | 2.110.000     | Wang Yanhui Liu Nan           | 2120          |
|              | - Chinesische Kalligraphie                                                                               | 110+50                | 8. Juni               | 2.110.000     | Wu Wenyue                     | 2121          |
|              | - Melange                                                                                                | 300+100               | 8. Juni               | 2.080.000     | Katrin Storm                  | 2122          |
|              | 350 Jahre Tageszeitungen                                                                                 | 110                   | 8. Juni               | 25.000.000    | Fritz Lüdtke                  | 2123          |
|              | 100 Jahre Handwerkskammern in Deutschland                                                                | 300                   | 8. Juni               | 25.500.000    | Paul Effert                   | 2124          |
|              | 50 Jahre Technisches Hilfswerk                                                                           | 110                   | 13. Juli              | 25.000.000    | Corinna Rogger                | 2125          |
|              | 250. Todestag von Johann Sebastian Bach                                                                  | 110                   | 13. Juli              | 24.500.000    | Irmgard Hesse                 | 2126          |
|              | 100 Jahre Wetterstation auf der Zugspitze                                                                | 100                   | 13. Juli              | 25.000.000    | Ernst Kößlinger               | 2127          |
|              | 100 Jahre Zeppelin-Luftschiffe                                                                           | 110                   | 13. Juli              | 26.000.000    | Angela Kühn                   | 2128          |
|              | Serie: Landesparlamente in Deutschland - Landtag Rheinland-Pfalz, Mainz                                  | 110                   | 14. August            | 25.000.000    | Gerd Aretz, Oliver Aretz      | 2129          |
|              | Weltausstellung EXPO 2000, Hannover                                                                      | 110                   | 14. August            | 30.000.000    | Hans Günter Schmitz           | 2130          |
|              | 100. Todestag von Friedrich Nietzsche                                                                    | 110                   | 14. August            | 25.000.000    | Elisabeth von Janota-Bzowski  | 2131          |
|              | 50. Todestag von Ernst Wiechert                                                                          | 110                   | 14. August            | 20.000.000    | Peter Nitzsche                | 2132          |
|              | Serie: Bilder aus Deutschland - Saarschleife                                                             | 110                   | 14. September         | 29.000.000    | Heinz Schillinger             | 2133          |
|              | Briefmarkenblock – Für uns Kinder - Clowngesicht                                                         | 110                   | 14. September         | 10.300.000    | Jennifer Rothkopf             | Block 53 2134 |
|              | 150 Jahre Kolpingwerk                                                                                    | 110                   | 14. September         | 23.000.000    | Jung und Pfeffer              | 2135          |
|              | 100 Jahre Bernhard-Nocht-Institut für Tropenmedizin, Hamburg                                             | 300                   | 14. September         | 23.000.000    | Corinna Rogger                | 2136          |
|              | 50 Jahre Bundesgerichtshof                                                                               | 110                   | 14. September         | 23.000.000    | Peter Steiner, Regina Steiner | 2137          |
|              | Grußmarke: Für Dich                                                                                      | 100                   | 14. September         | 27.600.000    | Jung und Pfeffer              | 2138          |
|              | 10 Jahre Deutsche Einheit                                                                                | 110                   | 28. September         | 50.000.000    | Angela Kühn                   | 2142          |
|              | Serie: Für die Wohlfahrt – Deutschsprachige Filmschauspieler - Lilli Palmer                              | 100+50                | 12. Oktober           | 4.700.000     | Antonia Graschberger          | 2143          |
|              | - Curd Jürgens                                                                                           | 100+50                | 12. Oktober           | 4.670.000     | Antonia Graschberger          | 2144          |
|              | - Romy Schneider                                                                                         | 110+50                | 12. Oktober           | 13.400.000    | Antonia Graschberger          | 2145          |
|              | - Heinz Rühmann                                                                                          | 110+50                | 12. Oktober           | 13.660.000    | Antonia Graschberger          | 2146          |
|              | - Gert Fröbe                                                                                             | 300+100               | 12. Oktober           | 5.910.000     | Antonia Graschberger          | 2147          |
|              | Serie: Für die Briefmarke - Briefumschlag und Schreibzeug                                                | 110                   | 12. Oktober           | 31.200.000    | Antonia Graschberger          | 2148          |
|              | Plusmarken-Serie: Weihnachten - Christi Geburt; Gemälde von Conrad von Soest                             | 100+50 0,51+0,26 €    | 9. November           | 4.470.000     | Ernst Jünger, Lorli Jünger    | 2151          |
|              | - Moderne Krippendarstellung Gemeinschaftsausgabe mit Spanien                                            | 110+50 0,56+0,26 €    | 9. November           | 7.010.000     | Christiane Hemmerich          | 2152          |
|              | Serie: Landesparlamente in Deutschland - Landtag Saarland, Saarbrücken                                   | 110                   | 9. November           | 25.000.000    | Gerd Aretz, Oliver Aretz      | 2153          |
|              | 125. Geburtstag von Rainer Maria Rilke, stilisiertes Insel-Buch                                          | 110                   | 9. November           | 23.000.000    | Elisabeth von Janota-Bzowski  | 2154          |
|              | 100. Geburtstag von Arnold Bode                                                                          | 110                   | 9. November           | 20.000.000    | Carsten Wolff                 | 2155          |
| Dauermarken  | |                       |                       |               |                               |               |
| Bild         | Beschreibung                                                                                             | Werte in Pfennig/Euro | Ausgabe- datum (2000) | Auflage       | Entwurf                       | Mi.-Nr.       |
|              | Dauermarkenserie: Sehenswürdigkeiten - Rathaus Wernigerode                                               | 10 0,05 €             | 28. September         | 212.830.000   | Sibylle und Fritz Haase       | 2139          |
|              | - Steinerne Brücke Regensburg                                                                            | 110 0,56 €            | 28. September         | 845.834.000   | Sibylle und Fritz Haase       | 2140          |
|              | - Rathaus Grimma                                                                                         | 300 1,53 €            | 28. September         | 307.630.000   | Sibylle und Fritz Haase       | 2141          |
|              | Dauermarkenserie: Frauen der deutschen Geschichte - Grethe Weiser                                        | 100 0,51 €            | 9. November           | 339.805.000   | Gerd Aretz, Oliver Aretz      | 2149          |
|              | - Käte Strobel                                                                                           | 110 0,56 €            | 9. November           | 1.372.575.000 | Gerd Aretz, Oliver Aretz      | 2150          |

## Portokosten 2000
Portokosten (Auswahl) für Versand innerhalb Deutschlands.
- 100 Pfg. – Postkarte
- 110 Pfg. – Standardbrief (bis 20 g)
- 220 Pfg. – Kompaktbrief (bis 50 g)
- 300 Pfg. – Großbrief (bis 500 g)
- 440 Pfg. – Maxibrief (bis 1000 g)
- 740 Pfg. – Maxibrief Überformat
- 80 Pfg. – Infobrief Standard (ab 50 Stück)
- 720 Pfg. – Päckchen (bis 2 kg)